# ダニヤール・ムイーヌッディーン
ダニヤール・ムイーヌッディーン（Daniyal Mueenuddin、1963年〜） は、英語で執筆するパキスタン系アメリカ人の作家。 短編小説集『遠い部屋、遠い奇跡』は16の言語に翻訳されている。

## 経歴
（著者について　Amazon）
幼少期をパキスタンで過ごし、13歳のときアメリカに移住。ダートマス大学卒業後はパキスタンに帰国し、農場経営に従事。その後、イェール大学ロースクールで学び、マンハッタンの法律事務所勤務を経て、再びパキスタンの農場に戻る。そこで短篇を次々に書き上げ、短編「電気技師ナワーブッディーン」が2008年の「ベスト・アメリカン・ショート・ストーリーズ」に入選、2010年には「甘やかされた男」がオー・ヘンリー賞を受賞する。
デビュー作の本書は2010年のピュリツァー賞の最終候補となった。

## 作品
- 『遠い部屋、遠い奇跡』藤井光訳、白水社、エクス・リブリス 2014年12月